# Војислав Лукић (писац)
Војислав Лукић (Уровци код Обреновца, 1949) српски је писац.

## Биографија
Војислав Лукић је рођен 1949 године. По занимању је професор општенародне одбране, у пензији. У младости је писао песме, био члан Савеза писаца аматера Југославије.
Хумореске из сеоског сеоског живота објављивао је у дневном листу Данас и Књижевном алманаху Палеж. Већ десетак година ради као ТВ новинар у РТВ- Маг, Обреновац, аутор је емисије Добар дан, домаћине, сарадник Обреновачке хронике.

## Објављене књиге
- Сељачке приче, кратка проза,Обреновачка хроника,2012
- Нужничка република, кратка проза,Обреновачка хроника,2014
- Смејалица, поезија за децу,Обреновачка хроника,2016

## Дела објављена у часопису Палеж[3]
- Домаћински дневник, 2006
- Манојло бадаваџија:лик и дело, 2007
- Момачки сан, 2010
- О администрацији:прича чика - Живадина, 2003
- Пријатељство, 2010
- Псовка, 2010
- Рамона и Остоја, 2004
- Срећан човек, 2008
- Умирање, 2008